# C. J. Sansom
Christopher John "C. J." Sansom (Edinburgh, 1952. december 9. – 2024. április 27.) angol krimiregényíró.

## Életpályája
A birminghami egyetemen történelemből először bölcsészdiplomát, majd Ph.D. fokozatot szerzett. Később átképezte magát ügyvéddé, egy ideig Sussexben praktizált, és jelenleg is ott él. A munkájával azért hagyott fel, hogy csak az írással tudjon foglalkozni.

## Írói pályája
A regényei VIII. Henrik korába vezetik el az olvasót, melynek főhőse a púpos londoni jogász, Matthew Shardlake. A Kard által című, 2003-ban megjelent nagy sikerű könyve indította el a sorozatot, amelynek a Sötét tűz című második része elnyerte a brit Crime Writers' Association 2005 legjobb történelmi krimijéért járó Ellis Peters Historical Dagger-díját. A Shardlake-sorozat negyedik része (Apokalipszis) 2008 áprilisában, az ötödik (A bosszú nyilai) 2010 szeptemberében jelent meg Nagy-Britanniában. A BBC már megrendelte a Kard által filmadaptációját, amiben Shardlake szerepét a tervek szerint Kenneth Branagh fogja játszani.
Sansom 2006-ban egy új témával is kísérletezett: a Winter in Madrid című regénye egy kémtörténet, ami a spanyol polgárháború után, 1940-ben játszódik. 2012-ben jelent meg Dominion című alternatív történelmi regénye, amelyben Nagy-Britannia Dunkerque után megadta magát a náci Németországnak és német bábállammá vált.

## Regényei
Shardlake-sorozat
- Dissolution  (2003)
  - Kard által;  H. Kovács Mária; Agave Könyvek, Budapest, 2008, ISBN 9789637118975
- Dark Fire (2004)
  - Sötét tűz;  H. Kovács Mária; Agave Könyvek, Budapest, 2008, ISBN 9789639868335
  - Sötét tűz;  M. Nagy Miklós; Reader's Digest, Budapest, 2009, ISBN 9789632890104
- Sovereign  (2006)
  - Az uralkodó;  H. Kovács Mária; Agave Könyvek, Budapest, 2009, ISBN 9789639868786
- Revelation (2008)
  - Apokalipszis;  H. Kovács Mária; Agave Könyvek, Budapest, 2011, ISBN 9786155049194
- Heartstone (2010)
  - A bosszú nyilai;  H. Kovács Mária; Agave Könyvek, Budapest, 2012, ISBN 9786155049736
- ''Lamentation (2014)
  - Egy bűnös siralmai;  H. Kovács Mária; Agave Könyvek, Budapest, 2016, ISBN 9789634190929
- Tombland (2018)
  - Hamis próféciák, 1-2.;  Bosnyák Edit; Agave Könyvek, Budapest, 2019, ISBN 9789634196075

### Egyéb művei
- Das Buch des Teufels (2006)
  - Jelenések; fordította: M. Nagy Miklós; Reader's Digest, Budapest, 2010, ISBN 9789632890685
- Winter in Madrid (2006)
- Dominion (2012)